# 7378 Herbertpalme
7378 Herbertpalme eller 1981 EK18 är en asteroid i huvudbältet som upptäcktes den 2 mars 1981 av den amerikanska astronomen Schelte J. Bus vid Siding Spring-observatoriet. Den är uppkallad efter Herbert Palme.
Asteroiden har en diameter på ungefär 15 kilometer och den tillhör asteroidgruppen Themis.